# Csóka (Szerbia)
Csóka (szerbül Чока / Čoka) város és község Szerbiában, a Délvidéken, az Észak-bánsági körzetben, a hajdani Torontál vármegyében.

## Fekvése
Szegedtől délre,közúton 46 km távolságra,Nagykikindától északnyugatra, Zentától keletre, a Tisza bal partja közelében fekvő település és járás székhely. A Nagykikindát Magyarkanizsával összekötő 13-as út mentén fekszik, ezért a közúti tömegközlekedés szempontjából is fontos csomópont.

## Története

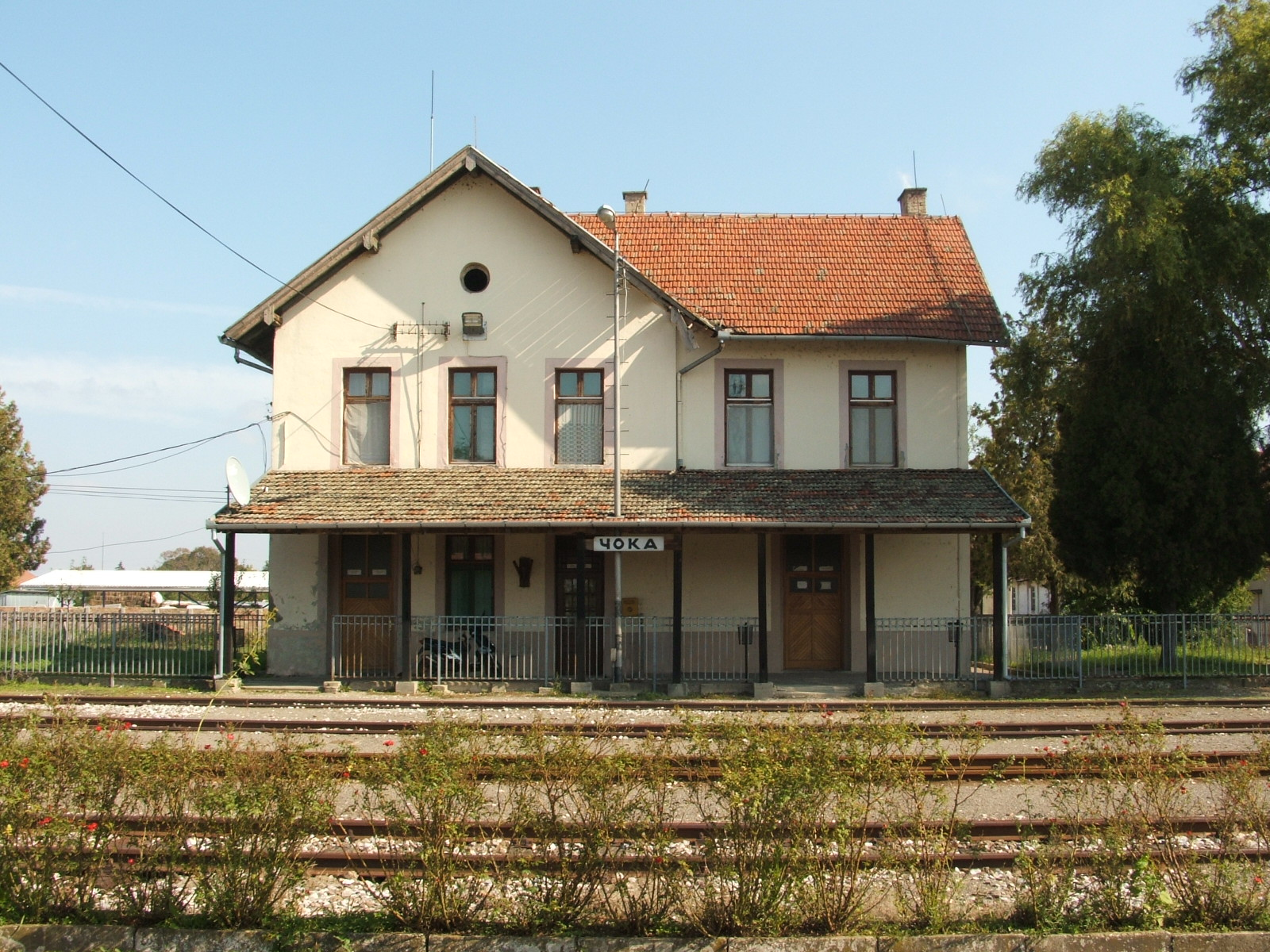
A vasútállomás

Csóka közvetlen környékén ásatásokat végeztek (köztük tevékenykedett Móra Ferenc(ma szobor állít neki emléket)), melyek közül a legismertebb a Tűzkődomb (Kremenyák).Az innen származó régészeti anyagot meghatározott specifikusság jellemzi, így a régészetbe bevezették a „Csókai kultúra” fogalmat.Tehát a terület már a kőkorban is lakott volt és az itt élő embercsoportok cserekereskedelmet folytattak különböző hegyvidéki törzsekkel.-így magyarázható a feltárásokon talált jelentős mennyiségű tűzkő,azaz kovakő.-Helyben készített,kiváló minőségű agyag edényeiket cserélték ezekre...

### Középkor
A helység legelső ismert megnevezése Chaka (Csaka),amely Borovszky szerint személynév és csak később alakították át Csókára.

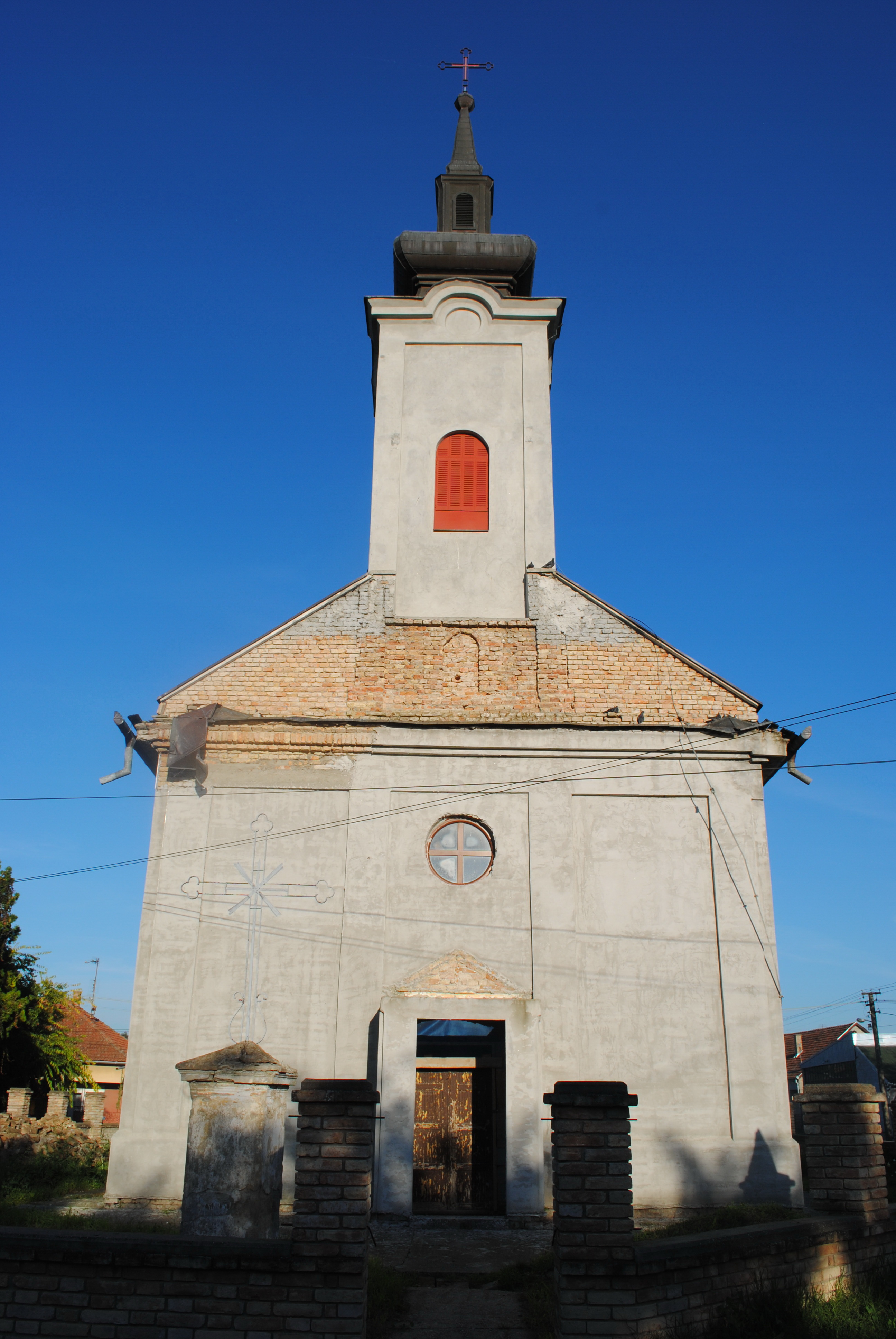
A szerb ortodox templom

A helyet a Csanád nemzetség ősi vagyonaként jegyezték be. Az írásos dokumentumban 1247-ben említik először és a Pongrácz királyi helytartó Kelemenes bán fiáé volt, melyet 1256-ban a királytól kaptak. Csókát, a halastavakkal együtt a Kelemenes utódok örökölték. 1280-ban, még Pongrácz királyi helytartó Tamás fiának tulajdonában volt, amikor a kun rablók felgyújtották és utána évekig pusztaság maradt.
Károly Róbert király, uralkodása elején Csókát elvette a Csanád nemzetségtől és csak 1321-ben adta vissza újból, a csanádi püspök közbenjárására. Az 1337-es évi osztozkodás alkalmával a birtok legelő felőli része a Telegdy családnak jutott, mig a Tisza felőli rész a Makófalvi családot illette meg. Ez a két család ebben az időszakban Csókát újból betelepítette.
1469-ben tulajdonosként voltak bejegyezve Deák Sövényházi Albert özvegye, Telegdy Lőrinc özvegye és Serényi Orosz László. 1508. május 22.-én Telegdy István kieszközölt magának új ajándéklevelet. Még a XVI. század első felében Csókát a nagyobb települések közé sorolják és még Oláh Miklós 1536-ban írt művében is fontosnak tartotta megemlíteni.
Mindjárt Temesvár eleste után megkezdődött ennek a településnek a leépülése, a nemesek és a jobbágyok menekülnek, akik helyére betelepül néhány szerb pásztor. A török feljegyzésekben 1557-től 1558-ig csupán 13 lakost találtak itt. 1561-ben Nádasdi István nádor Csókát elvette Telegdy Mihálytól, aki megtagadta tőle az engedelmességet és Karácsonyi Lászlónak ajándékozta. Míg a Makó család utolsó utóda birtokrészét végrendelettel 1563-ban Ilona nővérére és fiára Cokoli Györgyre hagyta. 1564-ben a királyi adó – összeíró itt 5 portát (birtok) jegyzett fel, de Gyula eleste után török kézre jutott és hamarosan teljesen tönkrement, így 1580-ban itt csupán 4 szerb pásztor élt.
A török vereség után Zentánál, a régi település helyére még 36 szerb pásztor érkezett. 1753-ban Csókát, mint szerb települést jegyezték fel és 192 háztartása volt. 1768-ban Magyarország déli részének beutazása alkalmával II. József cár Kikindáról Csókára jött, majd meglátogatta a zentai csata színhelyét. 1773-ban megalapították a szerb iskolát és felépítették a pravoszláv templomot.
1779-ben Csókát a Torontál vérmegyéhez csatolják. Amikor Bécsben eldöntötték az állami javak eladását, Csókát 1782-ben Marczibányi Lőrinc vásárolta meg nyilvános árverésen és azonnal hozott ide magyarokat – munkásokat. 1785-ben megalapult a római–katolikus káplánság, a temesvári püspök irányítása alatt, míg 1808-ban plébániává alakították.
A római katolikus templomot a Marczibányi család bőkezű segítségével emelték 1803-1809-ig terjedő időszakban. Marczibányi Lőrinc ellátta a templomot sok drága templomi képpel II. József uralkodása idején, melyeket a katolikus kolostorok bezárása alkalmával vásárolt össze. Sajnos e képek nagyrésze 1949-ben tönkrement.
1830-ban, 1836-ban és 1949-ben kolera pusztított és 141 személy vesztette életét. Csóka utolsó nemese Marczibányi Lőrinc volt, aki megkezdte a kastély építését, azonban, mivel öngyilkosságot követett el, a munka nem fejeződött be. A birtok 1868-ban Barber Ágoston és Klasemann kőbányai sörfőzők kezébe került. Majd Sváb Károly tulajdona lett, aki befejezte a kastély építését. E nagybirtok utolsó tulajdonosai Léderer Károly és Artúr voltak, akik egyben a katolikus templom patrónusai is lettek. 1897-ben a Szeged–Karlova-vasútvonal megnyitásával vasúti kapcsolata lett.
A régi Jugoszlávia idején Csóka leginkább mezőgazdasági vidék, míg a gazdaság csíráiban van. A megszállás idején a Léderer birtokot átvették a németek és Hermann Göring Werke konzorciumába sorolták. 1944-ben ezt a vidéket a partizán egységek és a III. Ukrán front Vörös hadseregének részei szabadítják fel a megszállóktól. Az észak-Bánáti partizánosztag harcosai augusztus 4-én felszabadították a politikai elítéltek táborát, a Csóka mellett lévő Macahalmát. .
1945-től Csóka gyorsan fejlődik a volt Léderer birtokból létrejön a Csóka állami mezőgazdasági birtok, Csóka az azonos nevű község székhelyévé válik, melyhez Szanád, Tiszaszentmiklós, Padé, Hódegyháza, Feketetó, Egyházaskér és Kanizsmonostor települések tartoznak. A lakosok száma állandó növekedést mutat. Növekszik a tanügyi és kulturális intézmények száma, a gazdasági, illetve a mezőgazdaság és ipar gyorsan fejlődik. Csóka az Észak-bánsági körzet fontos gazdasági, politikai és kulturális központjává válik. Csóka fejlődése felfelé ívelt egészen a XX. század utolsó évtizedének kezdetéig, amikor az országban uralkodó helyzet miatt megkezdődött a gazdaság stagnálása, leépülése.
Napjainkban egyre ütemesebb a település,sőt a község leépülése a nem megfelelő politikai és kisebbségvédelmi jogoknak köszönhetően.Fokozódó a kivándorlás értelmiségi és minden polgári szektorban is,különösen a magyarság körében.

## Híres emberek

### Itt született
- Boldog Bogdánffy Szilárd (1911-1953) katolikus püspök és vértanú, született Feketetón.
- Cs. Simon István (1942-2007) vajdasági magyar költő, szociográfus és újságíró, született Csókán (Terjánban).
- Fehér Kálmán (1940-2017) költő, író, műfordító.
- Schöntheil Richárd (1874-1944) építész, a kőbányai zsinagóga megalkotója.
- Marx Éva (1998) rádiós, televíziós műsorkészítő.
- Móra Ferenc (1879-1934) Író

## Népesség

### Demográfiai változások
| 1948 | 1953 | 1961 | 1971 | 1981 | 1991 | 2002 | 2011 |
| ---- | ---- | ---- | ---- | ---- | ---- | ---- | ---- |
| 4115 | 4342 | 4770 | 5214 | 5414 | 5244 | 4707 | 4028 |

## Csóka az irodalomban
- Csóka a címadó helyszíne Móra Ferenc A csókai csata című elbeszélésének (megjelent az író Göröngykeresés című kötetében), illetve A csókai csóka című versének.
- Részben a csókai régészeti áastásainak eredményei és azok nemzetközi összevetései adják Móra Palmarum Madridban című írásának témáját is (megjelent a Túl a Palánkon című kötetben).

## Testvérvárosok
- Bordány, Magyarország
- Detta, Románia
- Sokobanja, Szerbia

## További irodalom
- Móra Ferenc: Írások Csókáról. Bába Kiadó, Szeged 2004., 90 p. ISBN 963-9511-92-7

## További információk

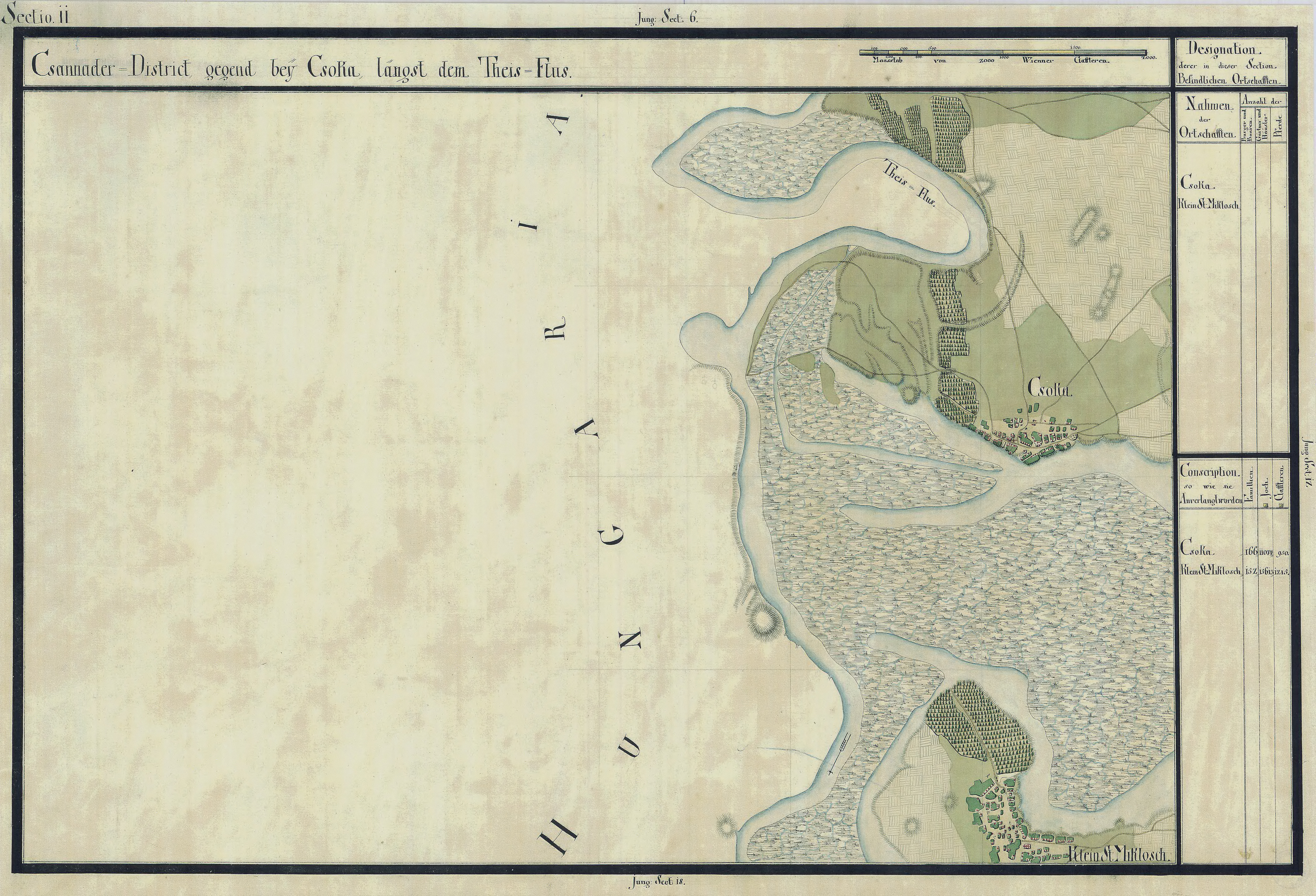
Csóka egy régi térképen